# 134039 Stephaniebarnes
134039 Stephaniebarnes è un asteroide della fascia principale. Scoperto nel 2004, presenta un'orbita caratterizzata da un semiasse maggiore pari a 3,9865096 UA e da un'eccentricità di 0,2673293, inclinata di 9,66047° rispetto all'eclittica.